# Vauhallan
Vauhallan település Franciaországban, Essonne megyében. Lakosainak száma 1954 fő (2022. január 1.). Vauhallan Bièvres, Igny, Palaiseau és Saclay községekkel határos.

## Népesség
A település népessége az elmúlt években az alábbi módon változott:
| Lakosok száma | 1943 | 1931 | 2081 | 2059 | 2072 | 2064 | 2054 | 2066 | 1954 |
|               | 2013 | 2015 | 2016 | 2017 | 2018 | 2019 | 2020 | 2021 | 2022 |